# Vitagraph Dog
Jean, the Vitagraph Dog (190? - 1916), un border collie femelle, est un chien acteur qui joua les rôles titres dans des films du cinéma muet. Elle fut la première star canine aux États-Unis.

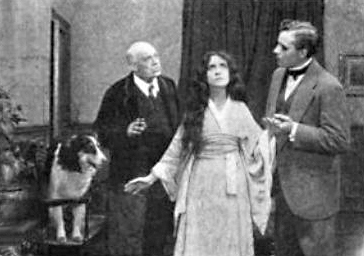
Jean et Florence Turner dans Jean's Evidence (1913).

Les films de Jean sont des films perdus, avec comme exception Jean the Match-Maker (1910), Jean Rescues (1911) sur papier à la Bibliothèque du Congrès et Playmates (1912).

## Filmographie
- 1910 : Jean and the Calico Doll
- 1910 : Jean the Match-Maker
- 1910 : Jean Goes Foraging
- 1910 : Jean Goes Fishing
- 1910 : A Tin-Type Romance
- 1910 : Jean and the Waif
- 1910 : Where the Winds Blow
- 1910 : Her Mother's Wedding Gown
- 1911 : Jean Rescues
- 1911 : When the Light Waned
- 1911 : The Stumbling Block
- 1911 : Tested by the Flag
- 1911 : Auld Lang Syne
- 1912 : Jean Intervenes
- 1912 : Playmates
- 1912 : The Church Across the Way
- 1912 : Bachelor Buttons
- 1912 : The Signal of Distress
- 1913 : Jean and Her Family
- 1913 : Jean's Evidence
- 1914 : 'Fraid Cat
- 1914 : The Shepherd Lassie of Argyle
- 1914 : Through the Valley of Shadows
- 1915 : Lost and Won
- 1915 : Far from the Madding Crowd